# Parkent
Parkent (usbekisch-lateinisch: Parkent, russisch: Паркент) ist eine Stadt in der Viloyat Taschkent im Osten Usbekistans. Sie ist Verwaltungssitz des Bezirks Parkent. Die Einwohnerzahl betrug im Jahr 2016 60.200. Die Stadt liegt 45 km östlich der usbekischen Hauptstadt Taschkent in einem seismisch aktiven Gebiet.
Überregional bekannt ist Parkent für seinen Solarschmelzofen und seinen Wein, der als bester Usbekistans gilt. Angebaut wird die Rebsorte Cabernet Sauvignon.

## Solarschmelzofen

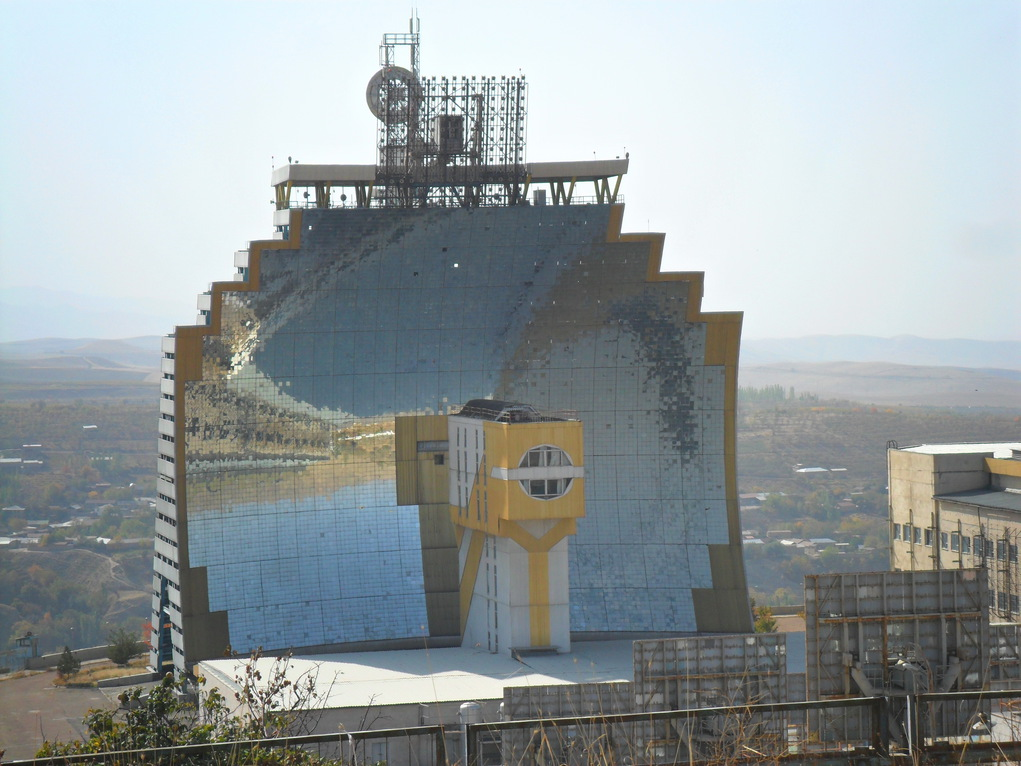
Solarschmelzofen bei Parkent

In Parkent befindet sich der größte Solarschmelzofen Asiens und mit dem Sonnenofen von Odeillo in Frankreich gemeinsam einer der zwei größten der Welt. Die Stadt wurde im Zusammenhang mit seinem Bau 1984 gegründet.
Der Schmelzofen wurde 1981–87 zu Zeiten der Sowjetunion errichtet und galt als Prestigeprojekt. Die Konstruktion ist aufgrund der Lage in einem seismisch aktiven Gebiet besonders komplex. Im Brennpunkt wird eine Temperatur von bis zu 2000 Grad Celsius erreicht.